# 클리프 존스
클리포드 윌리엄 존스(Clifford William Jones, 1935년 2월 7일 ~ )는 웨일스의 전직 축구 선수이다. 현역시절 포지션은 미드필더(윙어)이다.

## 클럽 경력
존스는 스완지 시티 AFC에서 뛰다가 1958년 토트넘 홋스퍼 FC로 이적 하게 되었다. 토트넘 홋스퍼 FC의 레전드로써 60년대 팀의 전성기를 이끌어었다, 가레스 베일과 포지션도 똑같고 같은 클럽에 국적도 같기에 가레스 베일의 대선배인 격이다. 토트넘 홋스퍼 FC의 팬들의 열광을 많이 받을 정도로 그의 활약은 매우 뛰어났었다

## 국가대표 경력
존스는 1958년 스웨덴에서 열린 월드컵에 참가하였다. 하지만 팀은 당대 최고의 팀이었던 브라질과 펠레를 만났고 결국 패배하였고 그는 이 대회에서는 별다른 활약을 보이지 못하였다.

## 같이 보기
- 토트넘 홋스퍼
- 스완지 시티 AFC